# Morszansk
Morszansk, także Morszańsk (ros. Моршанск) – miasto w Rosji, w obwodzie tambowskim, 93 km na północ od Tambowa. W 2020 liczyło 37 955 mieszkańców.
W Morszansku urodził się prawosławny arcybiskup charkowski Nektariusz (Nadieżdin).